# Фины
Фи́ны — деревня в Знаменском районе Омской области. Входит в состав Чередовского сельского поселения.

## История
Основана в 1868 году. В 1905 году деревня насчитывала 70 хозяйств и около 700 жителей. В 1928 году состояла из 69 хозяйств, основное население — финны. В административном отношении являлась центром Финского сельсовета Знаменского района Тарского округа Сибирского края. В 2007 году деревня Финны переименована в Фины.

## Население
| 1926 | 2002 | 2010 |
| ---- | ---- | ---- |
| 381  | ↘1   | ↘0   |